# Penium exiguum
Penium exiguum là một loài Song tinh tảo trong họ Desmidiaceae, thuộc chi Penium.